# Ernst Wallhöfer
Ernst Wallhöfer (* 18. November 1907 in Altenbruch; † 9. Juni 1992 in Lüneburg) war ein deutscher Landrat in der Zeit des Nationalsozialismus und nach dem Zweiten Weltkrieg Oberkreisdirektor in Niedersachsen.

## Leben und Wirken
Er war der Sohn eines Bauern und dem ländlichen Raum verbunden. Am 29. Mai 1935 legte Wallhöfer die große Staatsprüfung ab. Er fand eine Beschäftigung im Reichsministerium des Innern bei der Preußischen Bau- und Finanzdirektion in Berlin und wurde zum Regierungsrat ernannt.
Im April 1942 wurde er zunächst kommissarisch und mit Wirkung vom 1. August 1942 offiziell als Landrat des Landkreises Großes Werder im 1939 nach dem deutschen Überfall auf Polen gebildeten Reichsgau Danzig-Westpreußen eingesetzt. Sein Dienstsitz befand sich in der Stadt Tiegenhof.
Im März 1945 übernahm er in Bentheim von Fritz Zander als Landrat die Leitung des Landkreises Grafschaft Bentheim, nachdem er mit dem großen Flüchtlingstreck in das spätere Niedersachsen zurückgekehrt war.
Nach dem Zweiten Weltkrieg war Wallhöfer von 1950 bis 1969 Oberkreisdirektor im Landkreis Lüneburg. In dieser Zeit prägte er die Struktur des Kreises wesentlich mit, in dem er sich u. a. für den Bau der Kreisstraßen einsetzte. Er wurde als „starke, eigenwillige Persönlichkeit“ eingeschätzt, die immer „mit starker Hand“ die Kreisverwaltung in Lüneburg führte.